# Kevin Zegers
Kevin Joseph Zegers, född 19 september 1984 i Woodstock, Ontario i Kanada, är en kanadensisk modell och skådespelare.

## Bakgrund och karriär
Zegers föddes i Woodstock, Ontario, till Jim Zegers, en stenbrottsarbetare, och Mary Ellen Zegers, en lärare på en katolsk skola i St. Thomas, Ontario. Han har två systrar, Krista och Katie. Zegers började sin karriär som sexåring i olika reklamfilmer. När han var sju år hade han en liten roll i komedifilmen Life With Mikey (1993) där Michael J. Fox var huvudrollsinnehavare.
Han är mera känd för sina insatser i Air Bud - vilken lirare! (eng. titel: Air Bud) och han har medverkat i ett 50-tal filmer och TV-produktioner, däribland Transamerica. Han medverkade också i The Jane Austen Book Club och It's A Boy Girl Thing, där han spelar emot Samaire Armstrong. Zegers har även medverkat som gästskådespelare i den amerikanska TV- serien Gossip Girl.
Han har även spelat in en musikvideo med sångerskan och skådespelerskan Miley Cyrus till låten The Big Bang som sjungs av Rock Mafia. Han är aktuell i filmen The Mortal Instruments: Stad av skuggor, i rollen som Alec Lightwood, som hade premiär i augusti 2013.

## Privatliv
I augusti 2013 gifte sig Zegers med Jaime Feld. Paret har tvillingdöttrar.

## Filmografi

### Film
| År   | Titel                                   | Roll                        | Noteringar |
| ---- | --------------------------------------- | --------------------------- | --- |
| 1993 | Life with Mikey                         | Little Mikey                | |
| 1994 | In the Mouth of Madness                 | Kid                         | |
| 1997 | Air Bud - vilken lirare!                | Josh Framm                  | Young Artist Award för Best Performance in a Feature Film – Leading Young Actor (1998) YoungStar Awards för Best Performance by a Young Actor in a Comedy Film (1998) |
| 1998 | Shadow Builder                          | Chris Hatcher               | |
| 1998 | Air Bud: Golden Receiver                | Josh Framm                  | Young Artist Awards för Best Performance in a Feature Film – Leading Young Actor (1999)                                                                               |
| 1999 | Treasure Island                         | Jim Hawkins                 | |
| 1999 | Komodo                                  | Patrick Conally             | |
| 2000 | Air Bud: World Pup                      | Josh Framm                  | |
| 2002 | Air Bud: Seventh Inning Fetch           | Josh Framm                  | |
| 2003 | Wrong Turn                              | Evan                        | |
| 2003 | Fear of the Dark                        | Dale Billings               | |
| 2004 | Dawn of the Dead                        | Terry                       | |
| 2004 | The Hollow                              | Ian Cranston                | |
| 2005 | Transamerica                            | Toby                        | Cannes Film Festival Awards för Chopard Trophy – Male Revelation (2006)                                                                                               |
| 2006 | It's a Boy Girl Thing                   | Woody Deane                 | |
| 2006 | Zoom                                    | Connor Shepard / Concussion | |
| 2007 | The Jane Austen Book Club               | Trey                        | |
| 2007 | Normal                                  | Jordie                      | |
| 2007 | The Stone Angel                         | John                        | |
| 2008 | Gardens of the Night                    | Frank                       | |
| 2008 | The Narrows                             | Mike Manadoro               | |
| 2008 | Fifty Dead Men Walking                  | Sean                        | |
| 2010 | Frozen                                  | Dan                         | |
| 2011 | Vampire                                 | Simon                       | |
| 2011 | The Entitled                            | Paul Dynan                  | |
| 2013 | The Mortal Instruments: Stad av skuggor | Alec Lightwood              | |
| 2015 | The Curse of Downers Grove              | Chuck                       | |
| 2017 | Aftermath                               | John Gullick                | |

### TV
| År        | Titel                                        | Roll              | Noteringar                                                                                                 |
| --------- | -------------------------------------------- | ----------------- | --- |
| 1992      | Street Legal                                 | Jeremy Morris     | Avsnitt 7x05                                                                                               |
| 1994      | Thicker Than Blood: The Larry McLinden Story | Larry             | |
| 1994      | Free Willy                                   | Einstein          | Endast röst                                                                                                |
| 1995      | Vägen till Avonlea                           | Gordon Bradley    | Avsnitt 6x12                                                                                               |
| 1995      | The Silence of Adultery                      | Steven Harlett    | |
| 1995      | Arkiv X                                      | Kevin Kryder      | Avsnitt 3x11                                                                                               |
| 1996      | Specimen                                     | Bart              | |
| 1996      | Murder on the Iditarod Trail                 | Matthew Arnold    | |
| 1996      | Goosebumps                                   | Noah Thompson     | Avsnitt 2x12                                                                                               |
| 1996–1997 | Traders                                      | Sean Blake        | 7 avsnitt                                                                                                  |
| 1997      | Rose Hill                                    | Cole Clayborne    | Nominerad – Young Artist Awards för Best Performance in a TV Movie or Feature Film – Young Ensemble (1998) |
| 1999      | Twice in a Lifetime                          | Ung Flash Jericho | Avsnitt 1x07                                                                                               |
| 1999      | So Weird                                     | Ryan Ollman       | Avsnitt 2x09                                                                                               |
| 2000      | The Acting Class                             | Lou Carpman       | |
| 2000–2001 | Titans                                       | Ethan Benchley    | 11 avsnitt                                                                                                 |
| 2003      | Smallville                                   | Seth Nelson       | Avsnitt 3x07                                                                                               |
| 2004      | House, M.D.                                  | Brendon Marell    | Avsnitt 1x03                                                                                               |
| 2009–2011 | Gossip Girl                                  | Damien Dalgaard   | 10 avsnitt                                                                                                 |
| 2012      | Titanic: Blood and Steel                     | Mark Muir         | 12 avsnitt                                                                                                 |